# Peu (unitat de longitud)
El peu és una unitat de mesura de longitud basada en el peu humà, que s'usava tant en l'antiga Grècia com a l'antiga Roma. El peu romà, o pes, equivalia a 29,57 cm. Actualment el peu s'utilitza com unitat de mesura al sistema anglosaxó d'unitats, i equival a 30,48 cm, és a dir, una tercera part d'una iarda. En anglès es denomina foot, o feet si és plural, i la seva abreviatura és ft o simplement un apòstrof al costat del nombre (p. ex.: 12'). Dins el mateix sistema anglosaxó, el peu equival a dotze polzades.
Històricament hi havia hagut diferents definicions locals del peu, que a la major part del món van desaparèixer amb l'adopció del metre. Els països de la Commonwealth seguien la definició britànica basada en un patró físic de la iarda, mentre que els Estats Units seguien una definició semblant però lleugerament més llarga, però el 1959 van acordar una definició comuna de la iarda (la iarda internacional) igual a 0.9144 metres, vinculant d'aquesta manera el peu al Sistema Internacional.
Els Estats Units són l'únic país industrialitzat que utilitza el peu (internacional) amb preferència al mesurador en les seves activitats comercials, d'enginyeria i estàndards. El peu està reconegut legalment al Regne Unit; Els senyals de distància de carretera "han d'utilitzar unitats imperials" (no obstant això, les distàncies als senyals de trànsit sempre es marquen en milles o iardes, no en peus; els espais lliures dels ponts es donen en metres, així com en peus i polzades), mentre que el seu ús està molt estès entre els Públic britànic com a mesura de l'alçada. El peu és reconegut com una expressió alternativa de longitud al Canadà. Tant el Regne Unit com el Canadà tenen parcialment mètrica les seves unitats de mesura. La mesura de l'altitud en l'aviació internacional (la unitat nivell de vol) és una de les poques àrees on el peu s'utilitza fora del món de parla anglesa.

## Origen històric

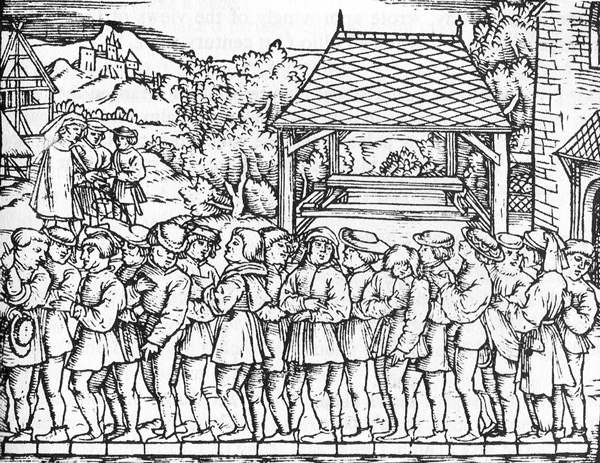
Determinació de la vara, utilitzant la longitud del peu esquerre de 16 persones escollides a l'atzar procedents del servei de l'església. Xilografia publicada al llibre Geometrey de Jakob Köbel (Frankfurt)

Històricament, el cos humà s'ha utilitzat per proporcionar la base de les unitats de longitud. El peu d'un mascle europeu-americà adult acostuma a mesurar al voltant del 15,3% de la seva alçada, donant a una persona de 175 cm una longitud de peu d'aproximadament 268 mm, de mitjana.
Els arqueòlegs creuen que, en el passat, la gent de les Egipte, les Índia i les Mesopotàmia preferia la colzada, mentre que la gent de l'Roma, l'Grècia i les Xina preferien el peu. Sota les mesures lineals Harappan, les ciutats de l'Indus durant l'edat del bronze utilitzaven un peu de 3,353 mm i una colzada de 5,283 mm. L'egipci equivalent del peu: una mesura de quatre pams o 16 dígits: es coneixia com a djeser i s'ha reconstruït aproximadament 30 cm.
El peu grec (πούς, pous) tenia una longitud de 1600 d'un estadi, un estadi aproximadament 181.2 m (594 ft);, per tant, un peu era, en aquell moment, aproximadament 302 mm. La seva mida exacta variava d'una ciutat a una altra i podia oscil·lar entre 270 mm i 350 mm, però les longituds utilitzades per a la construcció del temple sembla que va ser d'aproximadament 295 mm a 325 mm; el primer era proper a la mida del peu romà.
El peu romà estàndard (pes) normalment era d'aproximadament 2,957 mm (116.4 in) (97% de la mesura actual), però en algunes províncies, particularment Germania Inferior, l'anomenat pes Drusianus (peu de Nero Claudius Drusus) de vegades s'utilitzava, amb una longitud d'aproximadament 334 mm (13.1 in). (En realitat, aquest peu va ser anterior a Drusus).
Originalment, tant els grecs com els romans van subdividir el peu en 16 dígits, però en anys posteriors, els romans també van subdividir el peu en 12 unciae (a partir dels quals tant els Les paraules angleses "inch" i "ounce" es deriven).
Després de la caiguda de l'Imperi Romà, algunes tradicions romanes van continuar però d'altres van quedar en desús. L'any 790 dC, Carlemany va intentar reformar les unitats de mesura als seus dominis. Les seves unitats de longitud es basaven en la toise i en particular la toise, la distància entre les puntes dels dits dels braços estesos d'un home. El toise (Toesa) té 6 pieds (peus) cadascun de 326,6 mm.
No va tenir èxit a l'hora d'introduir una unitat estàndard de longitud al seu regne: una anàlisi de les mesures del Charlieu Abbey mostra que durant el segle IX el peu romà de 296,1 mm era utilitzat; quan es va reconstruir al segle x, un peu d'aproximadament 320 mm es va utilitzar. Al mateix temps, els edificis monàstics utilitzaven el peu carolingi de 340 mm.
El procediment per a la verificació del peu tal com es descriu a l'obra publicada pòstumament del segle XVI per Jacob Köbel al seu llibre Geometrei. Von künstlichem Feldmessen und absehen és:
| «              | Poseu-vos un diumenge a la porta d'una església i digueu a 16 homes que s'aturin, alts i petits, ja que es desmaien quan s'acaba l'ofici; després feu-los posar els peus esquerres l'un darrere de l'altre, i la longitud així obtinguda serà una rood correcta i lícita per mesurar i examinar la terra i la setzena part d'aquesta. serà el peu dret i legítim. | » |
| — Jacob Köbel, | |   |

### Anglaterra

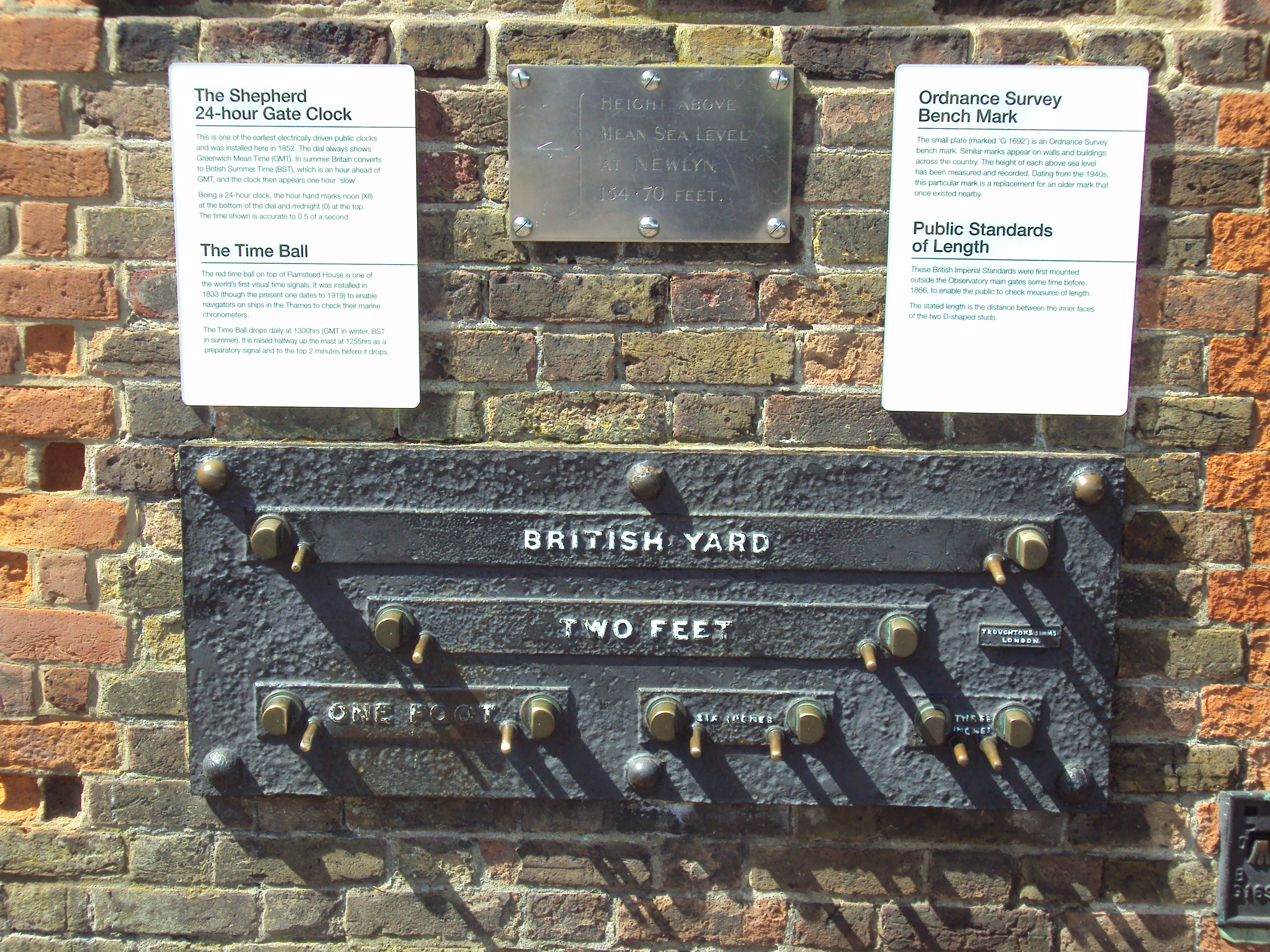
Les mesura imperial estàndards públics no oficials erigits a l'Royal Observatory a Greenwich al segle XIX

El peu llarg del Neolític, proposat per primera vegada pels arqueòlegs Mike Parker Pearson i Andrew Chamberlain, es basa en càlculs d'enquestes d'Elements de la fase 1 a Stonehenge. Van trobar que els diàmetres subjacents dels cercles de pedra s'havien distribuït de manera consistent utilitzant múltiples d'una unitat base que ascendien a 30 peus llargs, que van calcular que eren 1,056 d'un peu internacional modern. (per tant, 12,672 polzades o 0,3219 m). A més, aquesta unitat és identificable en les dimensions d'algunes llindes de pedra al lloc i en el diàmetre del "cercle sud" a les properes Durrington Walls. L'evidència que aquesta unitat estava en un ús generalitzat al sud de la Gran Bretanya està disponible als Folkton Drums de Yorkshire (artefactes neolítics, fets de guix, amb circumferències que es divideixen exactament com a nombres enters en deu peus llargs) i un objecte semblant, al Lavant drum (tambor de Lavant), excavat a Lavant, Sussex, de nou amb una circumferència divisible com a nombre sencer en deu peus llargs.
Les mesures de la Gran Bretanya de l'Edat del Ferro són incertes i les reconstruccions proposades com el Megalithic Yard són controvertides. Més tard, la Mitologia gal·lesa va acreditar a Dyfnwal Moelmud l'establiment de les seves unitats, incloent un peu de 9 polzades. El peu belga o nord d'alemany de 335 mm (13.2 in) va ser introduït a Anglaterra pels celtes belgues durant les seves invasions anteriors als romans o pels Anglosaxons als segles V i VI.
Les unitats romanes es van introduir després de la conquesta romana de Britànnia el 43 dC. Després de la retirada romana i la invasions saxones, el peu romà es va continuar utilitzant en l'artesania de la construcció mentre que el peu belga es va utilitzar per mesurar la terra. Tant els peus gal·lès com els belgues semblen haver estat basats en múltiples del blat de moro (unitat) d'ordi, però ja l'any 950 els reis anglesos sembla que van ordena (de manera ineficaç) que les mesures es basessin en un criteri de ferro a Winchester i després a Londres. Es deia que Enric I va ordenar que un nou estàndard es basaria en la longitud del seu propi braç i, per la Llei sobre la Composition of Yards and Perches acreditat tradicionalment a Eduard I o II, el peu de l'estatut era diferent. mesura, exactament 1011 del peu antic (belga). El barleycorn, l'Inch, l'ell i el yard, també es van reduir, mentre que els rod i els furlong van romandre iguals. L'ambigüitat sobre l'estat de la milla es va resoldre amb la Act against Converting of Great Houses into Several Tenements and for Restraint of Inmates and Inclosures in and near about the City of London and Westminster, que codificaven la milla estatutària com a 5.280 peus. Les diferències entre les diverses iardes estàndard físiques d'arreu del món, revelades per microscopis cada cop més potents, finalment van portar a l'adopció el 1959 del peu internacional definit en termes de metre.

## Definició

###### Peu internacional
L'acord de la yarda i lliura internacional de juliol de 1959 va definir la longitud de la iarda internacional als Estats Units i als països de la Commonwealth of Nations exactament 0,9144 metres. En conseqüència, com que un peu és un terç d'una iarda, el peu internacional es defineix com a exactament igual a 0,3048 metres. Era 2 ppm més curt que la definició anterior dels EUA i 1,7 ppm més llarg que la definició britànica anterior.
L'acord de 1959 va concloure una sèrie d'esdeveniments pas a pas, impulsats en particular per l'adopció per part de la British Standards Institution d'una polzada estàndard científica de 25,4 mil·límetres el 1930.

#### Símbol
El símbol estàndard IEEE per a un peu és "ft". En alguns casos, el peu es denota amb un Prime, sovint aproximat per un apòstrof, i la polzada per un doble primer; per exemple, 2 peus 4 polzades de vegades es denota 2′ 4″.

###### Unitats imperials
A les unitats imperials, el peu es va definir com a 13 iarda, i el furlong es va realitzar com un estàndard físic (separat del metre estàndard). Els estàndards de pati dels diferents països de la Commonwealth es comparaven periòdicament entre ells. El valor de l'estàndard primari del Regne Unit es va determinar en termes del metre pel National Physical Laboratory el 1964 per ser 09.143.969 m, que implica un peu del Regne Unit anterior a 1959 de 03.047.990 m.
El Regne Unit va adoptar la iarda internacional a tots els efectes mitjançant la Weights and Measures Act 1963, efectiva l'1 de gener de 1964.